# Chò chỉ
Chò chỉ (danh pháp khoa học: Parashorea chinensis) là một loài thực vật thuộc họ Dipterocarpaceae. Loài này có ở Trung Quốc và Việt Nam. Chúng hiện đang bị đe dọa vì mất môi trường sống.
Thân cây chò chỉ là thân gỗ đứng, lá có gân hình mạng, mọc cách. Hoa thường mọc thành cụm.